# إنريكي كليمنت
إنريكي كليمنت (بالإسبانية: Enrique Clemente Maza) هو لاعب كرة قدم إسباني، ولد في 1999 في سرقسطة في إسبانيا. لعب مع ريال سرقسطة.

## روابط خارجية
- إنريكي كليمنت على موقع قاعدة بيانات كرة القدم.إي يو (الإنجليزية)
- إنريكي كليمنت على موقع Soccerway.com (الإنجليزية)